# Léon et Jules Voirin
 (décembre 2014).
Pour les articles homonymes, voir Voirin.

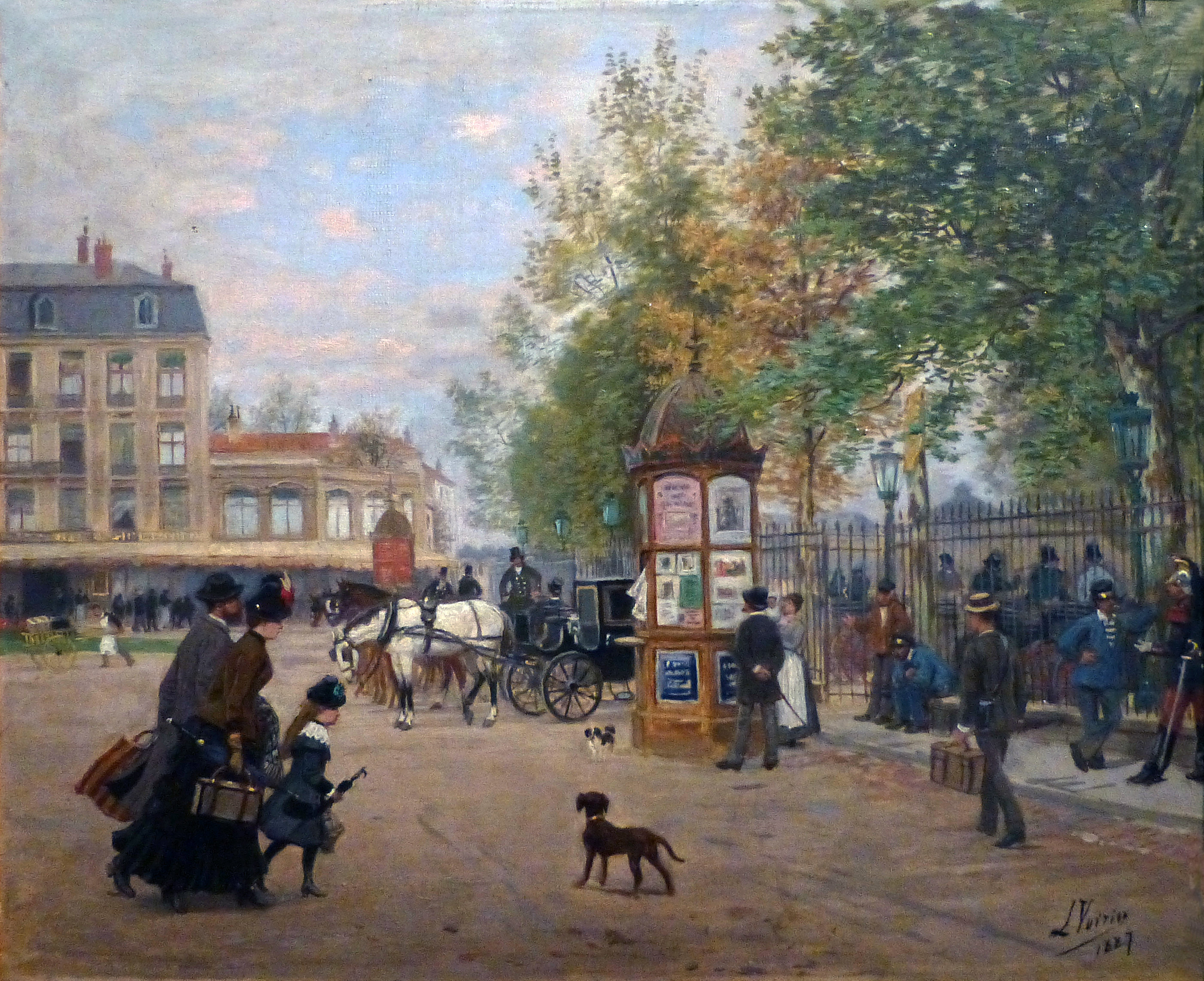
Léon Voirin, La Place Thiers à Nancy en 1887, Musée lorrain.

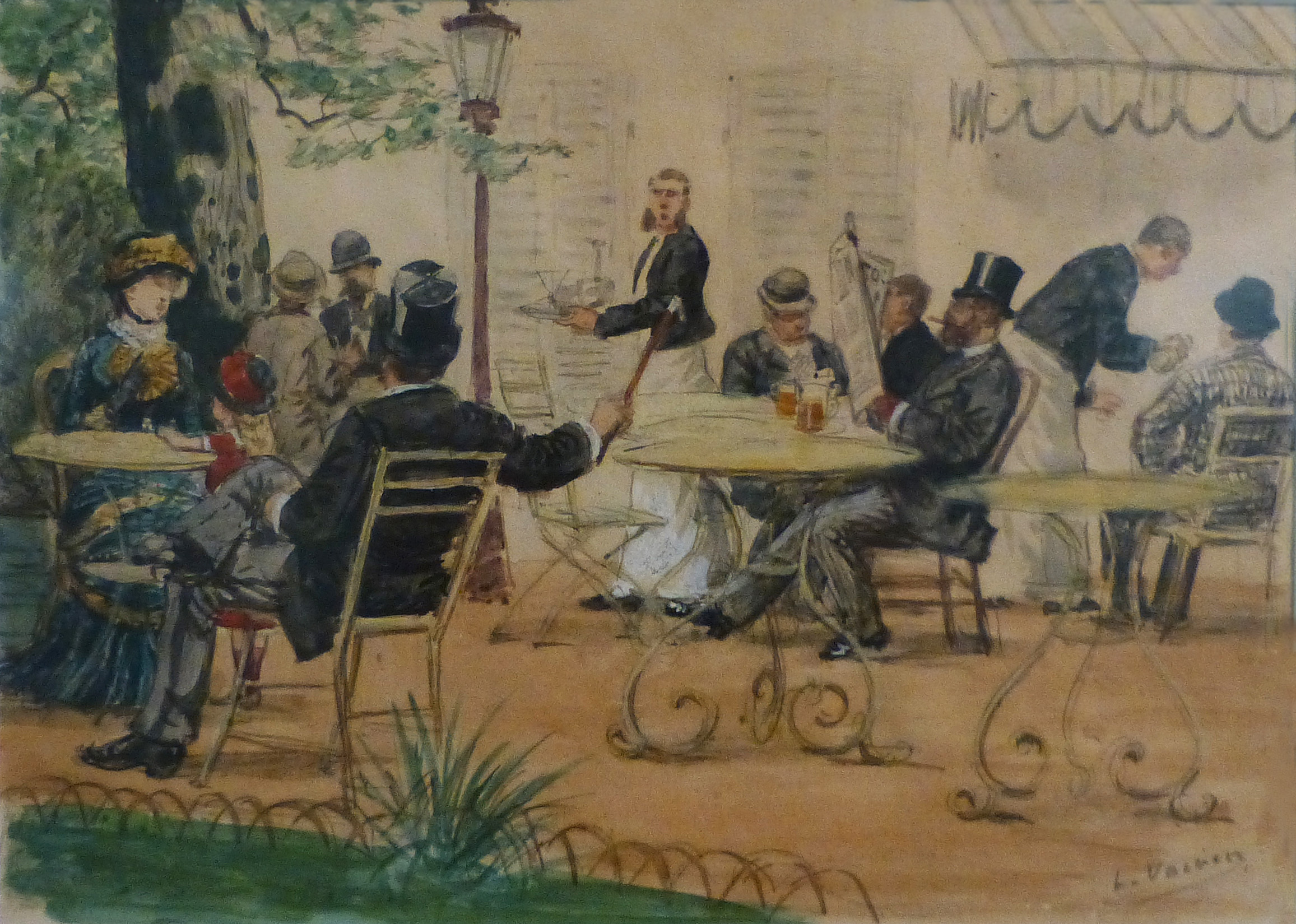
Léon Voirin, Scène de terrasse, Musée lorrain.

Léon et Jules Voirin sont des peintres français, frères jumeaux nés le 19 octobre 1833 à Nancy et morts dans la même ville respectivement le 10 juin 1887 et le 6 août 1898.

## Biographie
Léon Joseph et Jules Antoine Voirin naissent au sein d'une famille de négociants nancéiens. Après avoir suivi les cours de l'école secondaire de médecine, ils décident de se consacrer définitivement à la peinture, art qu'ils pratiquaient depuis l'âge de quinze ans. Ils passent ainsi deux années auprès de leur maître Eugène Guérard à Paris avant de revenir définitivement dans la capitale lorraine.
Leur carrière officielle débute au Salon de Nancy de 1866. À partir de 1874, ils participent aux salons des beaux-arts de Paris où ils font de fréquents envois.
Ils sont les chroniqueurs talentueux de la vie quotidienne à Nancy de la seconde moitié du XIXe siècle et participent au renouveau de la scène de genre, genre pictural disparu en province depuis la fin du XVIIIe siècle. Ils consacrent toute leur carrière à croquer et représenter des scènes de la vie quotidienne civiles ou militaires : scènes de rues, de cirque, de foire, de courses, des haltes militaires, des répétitions ou des défilés…
La ville de Nancy connaît la fin du Second Empire avec l'annexion d'une partie de la Lorraine et de l'Alsace en 1870, et les débuts de la Troisième République. Son destin s'en trouve transformé puisque, paradoxalement, elle bénéficie d'un essor démographique, économique, administratif et militaire, culturel et artistique, tout à fait considérable.
Amis de Charles de Meixmoron (1839-1912), peintre et industriel agricole, ainsi que de la famille Wiener, les Voirin admirent et collectionnent les œuvres des impressionnistes, qu'ils fréquentent par ailleurs.
En 1886, ils collaborent avec la maison Majorelle à la décoration de plusieurs paravents destinés à des commanditaires illustres, notamment le roi de Hollande.
Leurs contemporains les comparent aux frères Goncourt, avec qui ils ont en commun leurs origines, leur affection, leur pratique du calepin et leur mode de vie. Ils passent toute leur vie dans la maison familiale de la rue des Michottes à se consacrer à leur œuvre, entourés de leurs collections.
Léon meurt en 1887, et Jules en 1898. Ils sont inhumés au cimetière de Préville. Après leur mort, les musées de Nancy bénéficient de dons réguliers de la part de la famille Voirin, avec la donation de 75 de leurs carnets de dessins.

## Postérité
Une rue de Nancy porte leur nom.

## Œuvres
- Léon Voirin, Un coin de la place Thiers à Nancy (1887), musée des Beaux-Arts de Nancy.
- Léon Voirin, Les Courses à Jarville, musée des Beaux-Arts de Nancy.
- Léon Voirin, Les Courses de Nancy, Musée lorrain.
- Jules Voirin, Les Courses (1888), localisation inconnue.
- Jules Voirin, Le Potager, musée des Beaux-Arts de Nancy.
- Léon Voirin, Le Palais ducal à Nancy en 1881, Musée lorrain.
- Léon Voirin, Le Cours Léopold à Nancy vers 1885, Musée lorrain.
- Jules Voirin, Sanglier au ferme sous bois, musée des Beaux-Arts de Nancy.
- Léon Voirin, Sur la plage (1885), localisation inconnue.
- Léon Voirin, La Montée en voiture (1877), localisation inconnue.
- Léon Voirin, Rencontre dans un parc (1877), musée de la Céramique et de l'Ivoire de Commercy.
- Jules Voirin, Le Retour de promenade (1886), localisation inconnue.
- Léon Voirin, Amazone en promenade, musée des Beaux-Arts de Nancy.
- Léon Voirin, La Place Carrière en décembre (1886), localisation inconnue.
- Jules Voirin, L’Arrivée des chasseurs à pied (1882), localisation inconnue.
- Léon Voirin, Le Café de l’opéra (1882), localisation inconnue.
- Léon Voirin, Le Fiacre en chargement, musée des Beaux-Arts de Nancy.
- Jules Voirin, Poste d’infanterie place Stanislas (1880), localisation inconnue.
- Jules Voirin, Le Passage du 12e Dragon à Nancy (1884), localisation inconnue.
- Léon Voirin, L’Omnibus rue des Michottes (1885), musée des Beaux-Arts de Nancy.
- Jules Voirin, La Foire à Nancy place de l’Académie, Musée lorrain.
- Jules Voirin, La Calèche (1887), localisation inconnue.
- Léon Voirin, Un jardin à Nancy, localisation inconnue.
- Léon Voirin, Famille de gens chics sur une plage (1878), musée des Beaux-Arts de Nancy.
- Jules Voirin, La Salle des ventes (1882), Musée lorrain.
- Jules Voirin, Le Repos des recrues, Musée de Louviers